# Julius von Sparre

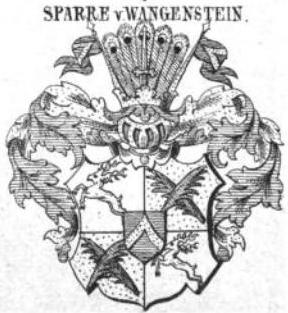
Wappen der Sparre von Wangenstein nach Siebmacher

Julius Karl Philipp Theodor von Sparre (geboren am 30. Juni 1783 in St. Goar; gestorben nach 1851 in Dresden) war ein preußischer Gutsbesitzer und von 1822 bis 1845 Landrat des Kreises Wetzlar.

## Leben
Julius von Sparre, Angehöriger der evangelisch-lutherischen Kirche, war ein Sohn des Amtmannes Johann Christoph Wangemann und dessen Ehefrau Christiane Caroline Antonie Wangeman, geborene Ludovici. Bis 1810 trug er noch den väterlichen Namen Wangemann, nannte sich ab da „Sparre von Wangenstein“ und nach der Aufnahme in die rheinische Adelsmatrikel im Jahr 1830 „von Sparre“. Er nahm das Wappen der alten schwedischen Adelsfamilie Sparre an.
Am 26. April 1818 heiratete er in Schwarzenfels Luise Eleonore Henriette Freiin von Plessen (gestorben 1848 in Kassel), Tochter des Freiherren Caspar von Plessen aus Osnabrück und dessen Ehefrau Friederike Wilhelmine Louise Freiin von Plessen, geborene von Hager.
Nach dem Studium der Rechtswissenschaften an den Universitäten in Marburg (Immatrikulation am 26. April 1801) und Göttingen (Immatrikulation am 19. Oktober 1802) als Advokat für den Staatsrat des Königreichs Westphalen tätig, war er als Julius Wangemann bzw. ab 1810 Julius Sparre von Wangenstein von 1807 bis 1813 als Assessor am Kriminalgerichtshof des Departements Fulda mit dem Sitz in Kassel beschäftigt.
1814 nahm Julius Sparre von Wangenstein als Freiwilliger an den Befreiungskriegen teil, bevor er am 23. Juli 1814 für 40.000 Gulden von Albert von Mees die Rheininsel Oberwerth bei Koblenz erwarb. Er blieb bis zu deren Weiterverkauf am 5. Juni 1835 an Franz Simon Pfaff von Pfaffenhofen für 35.000 Reichstaler im Besitz des 210 Morgen umfassenden Gutes, der ehemaligen Abtei, das er zuletzt für jährlich 1500 Taler verpachtete. 1818 trat von Sparre als Hilfsarbeiter in die Dienste der neu eingerichteten Königlich Preußischen Regierung in Koblenz, an der er im Februar 1820 die Ernennung zum Regierungsassessor erhielt.
In der Nachfolge des ersten Landrates des Kreises Wetzlar, Friedrich Felix Furkel, der zum 1. Juli 1822 pensioniert worden war und dessen als Vertretung eingesetzten Nachfolger Karl Ernst von Ernsthausen am 8. August 1822 und mit Dienstantritt zum 1. Oktober kommissarisch zum neuen Landrat in Wetzlar ernannt, blieb Julius nach seiner definitiven Ernennung mit Allerhöchster Kabinettsorder (AKO) vom 20. Januar 1823 bis zu seiner Suspendierung am 16. Dezember 1845 in dieser Stellung. Julius von Sparre wurde nachfolgend durch Urteil vom 28. Januar 1848 vor dem westfälischen Oberlandesgericht verurteilt und schied endgültig aus dem Staatsdienst aus. Erst nach diesem Spruch konnte die Landratsstelle in Wetzlar neu besetzt werden. Bis dahin wurde sie durch Rudolph von Dewitz und Carl Diesterweg im Wege der Vertretung wahrgenommen.